# Hassa Florent Koné
Hassa Florent Koné est un prélat catholique malien. Il est évêque de San depuis janvier 2022.

## Biographie
Hassa Florent Koné est né le 17 février 1969 à Mina, diocèse de Ségou. Il a fait ses études au Petit séminaire du Togo (1983-1986), au séminaire Pie XII de Koulikoro et au Lycée Prosper Kamara de Bamako (1986-1989). Il a fait ses études de philosophie et de théologie au séminaire Saint-Augustin de Bamako (1989-1996). 

### Prêtre
Hassa Florent Koné a été ordonné prêtre le 8 septembre 1996 pour le diocèse de San. Après son ordination sacerdotale, il a été vicaire de paroisse à Sokoura (1996-2005), responsable de la liturgie pour Les Œuvres pontificales missionnaires (OPM.) et des mouvements d’action catholique et membre du Conseil diocésain des finances (1997-2005).  
Il a occupé les postes du secrétaire de la Commission diocésaine de la liturgie (1999-2005), du chef du chœur diocésain et du secrétaire de la Commission nationale de la liturgie (2000-2005). De 2005 à 2011, il a fait un doctorat en liturgie à l’Athénée pontifical Sant’Anselmo de Rome et de 2008 à 2011, il a reçu une formation à l’Institut pontifical de musique sacrée. Depuis 2014, il est également trésorier général de l’Union des prêtres du Mali et professeur de communication traditionnelle à l’Université catholique de l’Afrique de l’Ouest – Unité universitaire à Bamako (UCAO-UUBA).
Depuis 2015, il est secrétaire de la Commission nationale de la liturgie. Il a été directeur spirituel et professeur de liturgie au séminaire Saint-Augustin de Bamako (2011-2017), et recteur de ce même séminaire depuis 2017. 

### Évêque
Le 7 octobre 2021, le pape François nomme Hassa Florent Koné évêque du diocèse de San. Son ordination épiscopale a eu lieu le 08 janvier 2022 en la en la cathédrale Notre Dame de Lourdes de San. Il a pour principal consécrateur le cardinal Jean Zerbo, archevêque de Bamako. Ses co-consécrateurs sont Joseph Sama, évêque de Nouma, et Jonas Dembélé, évêque de Kayes et président de la Conférence épiscopale du Mali. 
Florent Hassa Koné est le troisième évêque de San, après Jean-Gabriel Diarra, décédé en octobre 2019, et Joseph Perrot. Sa devise épiscopale est : « Vous êtes tous frères et sœurs ». Cette devise s’inspire du contexte d’insécurité dû au terrorisme djihadiste au Mali, de l’encyclique du pape François Fraternituti et l’évangile de Matthieu 23 :8.

### Auteur
Il est l’auteur des livres Dunmanu, Eloquents instruments de musique Bo et Les champs de la messe : Fonctions, choix et exécution (Editions La Sahélienne, 2018),